# Evandro Adauto da Silva
Evandro Adauto da Silva známý jako Adauto (* 29. květen 1980, Santo André, Brazílie) je bývalý brazilský fotbalový útočník.
Po skončení aktivní kariéry se stal hráčským agentem.

## Klubová kariéra
Do české ligy přišel v roce 2002 jako velká hvězda a posila týmu Slavie Praha. Na dlouhou dobu se dostal do základní sestavy a byl velkou oporou. Roku 2006 však přišly zdravotní potíže a také problémy s vyplácením výplaty ze Slavie, a tak Adauto odešel z české ligy pryč. Po působení v uruguayském Central Espaňol FC se v roce 2007 vrátil do Prahy, a to do druholigového týmu SK Sparta Krč. V letech 2008–2010 hrál za slovenský klub MŠK Žilina, jemuž rozdílovým gólem pomohl k postupu přes PFK Levski Sofia do základní skupiny Poháru UEFA 2008/09.